# Anagraphis pallida
Anagraphis pallida är en spindelart som först beskrevs av Hadjissarantos 1940.  Anagraphis pallida ingår i släktet Anagraphis och familjen plattbuksspindlar.
Artens utbredningsområde är Grekland. Inga underarter finns listade i Catalogue of Life.